# Calceolaria aiseniana
Calceolaria aiseniana är en toffelblomsväxtart som beskrevs av C. Ehrhart. Calceolaria aiseniana ingår i släktet toffelblommor, och familjen toffelblomsväxter. Inga underarter finns listade i Catalogue of Life.